# Räuber der Königsschlucht
Räuber der Königsschlucht ist ein US-amerikanischer Stummfilmwestern aus dem Jahr 1926 von Lewis Seiler mit Tom Mix in der Hauptrolle. Der Film wurde von der Fox Film Corporation produziert und basiert auf dem Roman The Great K & A Train Robbery von Paul Leicester Ford.

## Handlung
Die Eisenbahngesellschaft K & A Railroad wird Opfer einer Reihe mysteriöser Raubüberfälle. Detektiv Tom Gordon wird beauftragt, den Fall aufzuklären. Als Bandit verkleidet steigt Tom in den Zug von K & A-Präsident Eugene Cullen. Seine Tochter Madge spürt, dass Tom kein Verbrecher ist und verliebt sich bald in ihn. Burton Holt, der Sekretär ihres Vaters, der mit den Banditen verbündet ist, hat ebenfalls ein Auge auf Madge geworfen. Tom entlarvt Holt als Verbrecher. Mit der Hilfe seines Pferdes Tony treibt er die Schurken zusammen und gewinnt das Herz von Madge.

## Hintergrund
Im März 1926 wurde bekannt gemacht, dass Fox Film die Rechte an Paul Leicester Fords Roman aus dem Jahr 1897 erworben hat. Irving Cummings sollte Regie führen und Bradley King das Drehbuch schreiben. Cummings wurde durch Lewis Seiler ersetzt, John Stone wurde die alleinige Verantwortung für das Drehbuch zugeschrieben. Der Film wurde Berichten zufolge in der Royal Gorge in Colorado gedreht.
Im August 1926 wurde berichtet, dass der Kameramann Daniel B. Clark lange Zeit in Colorado verbrachte und einen Zug von einem Ende zum anderen drehte. Clark „hatte nie gewusst, dass es so viele Aufnahmewinkel in einem Zug gibt. Er hat vom Dach des Zuges aus fotografiert, von der Seite, von vorne, von hinten, gerade nach oben und von der Seite, während der Zug ihn, seine Kamera und seine Mitarbeiter mit Ruß bedeckte“.
Als Komparse war John Wayne dabei, der zusätzlich als Requisiteur arbeitete.

## Veröffentlichung
Die Premiere des Films fand am 17. Oktober 1926 statt. 1927 kam er in Österreich in die Kinos.

## Kritiken
Der Filmkritiken-Aggregator Rotten Tomatoes hat in einer Auswertung von über 250 User-Kritiken ein Publikumsergebnis von 60 Prozent positiver Bewertungen ermittelt.
Bruce Eder schrieb im TV Guide, der Film sei ein wunderschön ausgewogener, sehr verständnisvoller und nuancierter Blick auf eine Inkarnation des Westerns, die bereits 1926 als veraltet galt, und er schaffe genau das, was er beabsichtige. Tom Mix liefere eine der erfreulichsten Darbietungen seiner Karriere als aufrichtiger Held ab und füge seiner Rolle gerade genug leichten, allwissenden Humor hinzu, damit dieser Western nicht nur zu seiner Zeit, sondern auch heute funktioniert. Auch der Rest der Besetzung sei gleichermaßen geschickt und finde in seiner Arbeit genau die Balance, die perfekt zu Mix‘ Darstellung des aufrechten Helden passt.